# Fougerolles-Saint-Valbert
Fougerolles-Saint-Valbert is een fusiegemeente (commune nouvelle) in het Franse departement Haute-Saône (regio Bourgogne-Franche-Comté). De plaats maakt deel uit van het arrondissement Lure. Fougerolles-Saint-Valbert is op 1 januari 2019 ontstaan door de fusie van de gemeenten Fougerolles en Saint-Valbert. De gemeente telde 3.777 inwoners op 1 januari 2022.

## Geografie
De oppervlakte van Fougerolles-Saint-Valbert bedroeg op 1 januari 2022 55,02 vierkante kilometer; de bevolkingsdichtheid was toen 68,6 inwoners per km².
De onderstaande kaart toont de ligging van Fougerolles-Saint-Valbert met de belangrijkste infrastructuur en aangrenzende gemeenten.

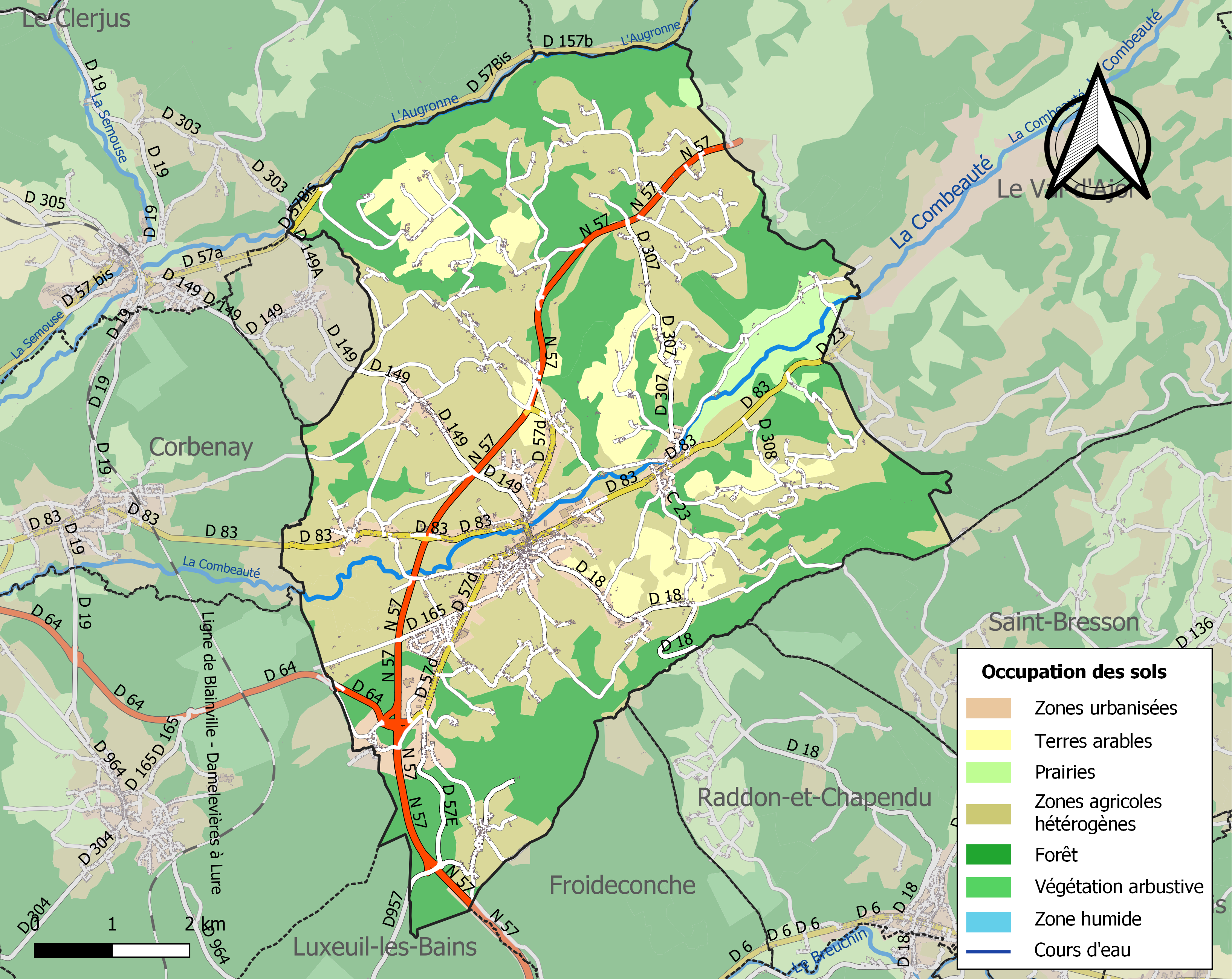